# Fontana di Apollo
La fontana di Apollo, chiamata delle Quattro Stagioni è una fontana di Madrid, Spagna, situata nel Paseo del Prado. Occupa il centro di quello che venne chiamato Salón del Prado. Forma parte dei tre gruppi scultorici progettati da Ventura Rodríguez assieme a quelli di Cibele e Nettuno. 
La fontana è composta da un corpo centrale con scalinata, con due maschere che gettano acqua su tre conchiglie sovrapposte di differenti dimensioni. Le sculture della parte bassa rappresentano le quattro stagioni, da lì il suo nome alternativo.
La costruzione della Fuente de Apolo iniziò nel 1780 durante il regno di Carlo III per mano di Manuel Álvarez che si occupò delle quattro stagioni. La figura di Apollo la realizzò Alfonso Giraldo Bergaz nel 1802. Di gusto neoclassico, la fontana venne inaugurata un anno più tardi, nel 1803, per celebrare il matrimonio del principe ereditario don Fernando (futuro Fernando VII), figlio di Carlo IV.